# Бабар (персонаж)
Баба́р (фр. Babar) — вымышленный слон, персонаж серии иллюстрированных книг для детей. Впервые появился в устной истории, рассказанной в 1930 году Сесиль де Брюнофф её сыновьям. На её основе муж Сесиль Жан де Брюнофф создал книгу «История Бабара» (1931), за которой последовали ещё несколько. После смерти Жана серию о Бабаре продолжил его сын Лоран. Персонаж получил мировую известность; книги о нём переведены на множество языков; по их мотивам сняты многочисленные мультфильмы и мультсериалы. В 2011 году французский министр культуры Фредерик Миттеран назвал Бабара самым известным в мире персонажем французской литературы.

## История создания
В 1930 году Сесиль де Брюнофф, пианистка и преподаватель фортепиано в Нормальной школе музыки, рассказала своим сыновьям Лорану и Матьё историю о слонёнке, чью мать убили злые охотники. Оставшись сиротой, слонёнок переселился в город, где пережил множество приключений, после чего вновь вернулся в джунгли. История так понравилась детям, что их отец, художник Жан де Брюнофф, решил её записать и проиллюстрировать. Он существенно развил и дополнил первоначальный сюжет, а также дал слонёнку имя Бабар. Так возникла первая книга о Бабаре, опубликованная в 1931 году под названием «История Бабара» (L’Histoire de Babar). В ней, как и в первоначальном рассказе Сесиль, мать слонёнка убивает охотник; после этого он убегает из леса в город, поселяется у пожилой дамы и учится жить как люди. Впоследствии Бабар возвращается в лес, женится на своей кузине Селестине и становится королём слонов.
В 1937 году Жан де Брюнофф умер, опубликовав к тому времени пять книжек о Бабаре, имевших большой успех, в том числе благодаря крупному формату и ярким, красочным иллюстрациям. Ещё две книги были изданы посмертно; участие в их оформлении принял Лоран де Брюнофф, которому на тот момент было тринадцать лет. Впоследствии Лоран, также ставший художником, продолжил дело своего отца и в 1946 году создал первую из собственных книжек о Бабаре, «Babar et ce coquin d’Arthur». В последующие годы Лоран де Брюнофф опубликовал множество новых книжек, а после того как он переехал в США и женился на писательнице Филлис Роуз (Phyllis Rose), последняя также стала полноценным соавтором книг о Бабаре.
С 2001 года права на франшизу принадлежат канадской медиакомпании Nelvana. По состоянию на 2011 год издательством Hachette Jeunesse было выпущено 75 альбомов, переведённых на 27 языков, число продаж которых по всему миру составило 13 миллионов экземпляров. По мотивам историй о Бабаре сняты многочисленные мультфильмы и мультсериалы; широкое распространение получила сувенирная и прочая продукция с его образом; пользуются популярностью изображающие Бабара игрушки.

## Образ персонажа
Художественный стиль Жана де Брюноффа, позднее воспринятый Лораном де Брюноффом, характеризуется сочетанием внешней наивности и простоты с точностью и продуманностью композиции, рисунка и цветовых решений. Созданный ими персонаж отличается элегантностью и пристрастием к хорошей одежде; он почти всегда одет в зелёный костюм определённого оттенка (в современной Франции называемого «цветом Бабара») с белой рубашкой и красным галстуком-бабочкой. Образ Бабара подчёркнуто антропоморфен, однако ему присущи многие из традиционно «слоновьих» черт: сила, мудрость, прекрасная память. Кроме того, он сдержан, честен, добр и терпим к другим; главные его ценности — ум, знание, храбрость и труд. Даже обзаведясь собственной семьёй и формально принадлежа к миру взрослых, Бабар продолжает сохранять многие детские черты. Высказывались предположения, что само его имя представляет собой контаминацию французских слов papa (папа) и bébé (малыш).
Сильвен Тессон писал о феномене Бабара: «Отец и сын Брюнофф гениальны тем, что из самого громоздкого среди земных млекопитающих создали воплощение деликатности». Для Мишеля Пастуро важно то, что Бабар «…нисколько не напоминает персонажей из фильмов Уолта Диснея, суетливых, а порой и вульгарных. Он совсем другой — толстый, серый, добродушный, честный, малоразговорчивый». Шарль де Голль говорил, что ему нравятся книги о Бабаре, поскольку они создают «определённый образ Франции».
Сам Лоран де Брюнофф характеризует слона следующим образом: «дружелюбный, преданный семье, любящий приключения, бесстрашный, а главное, великодушный. Бабар — сильная личность, что позволило ему стать королём, однако в этом качестве он ведёт себя не как абсолютный монарх, а, прежде всего, как муж, отец и друг».

Страницы первого издания «Истории Бабара» (1931)
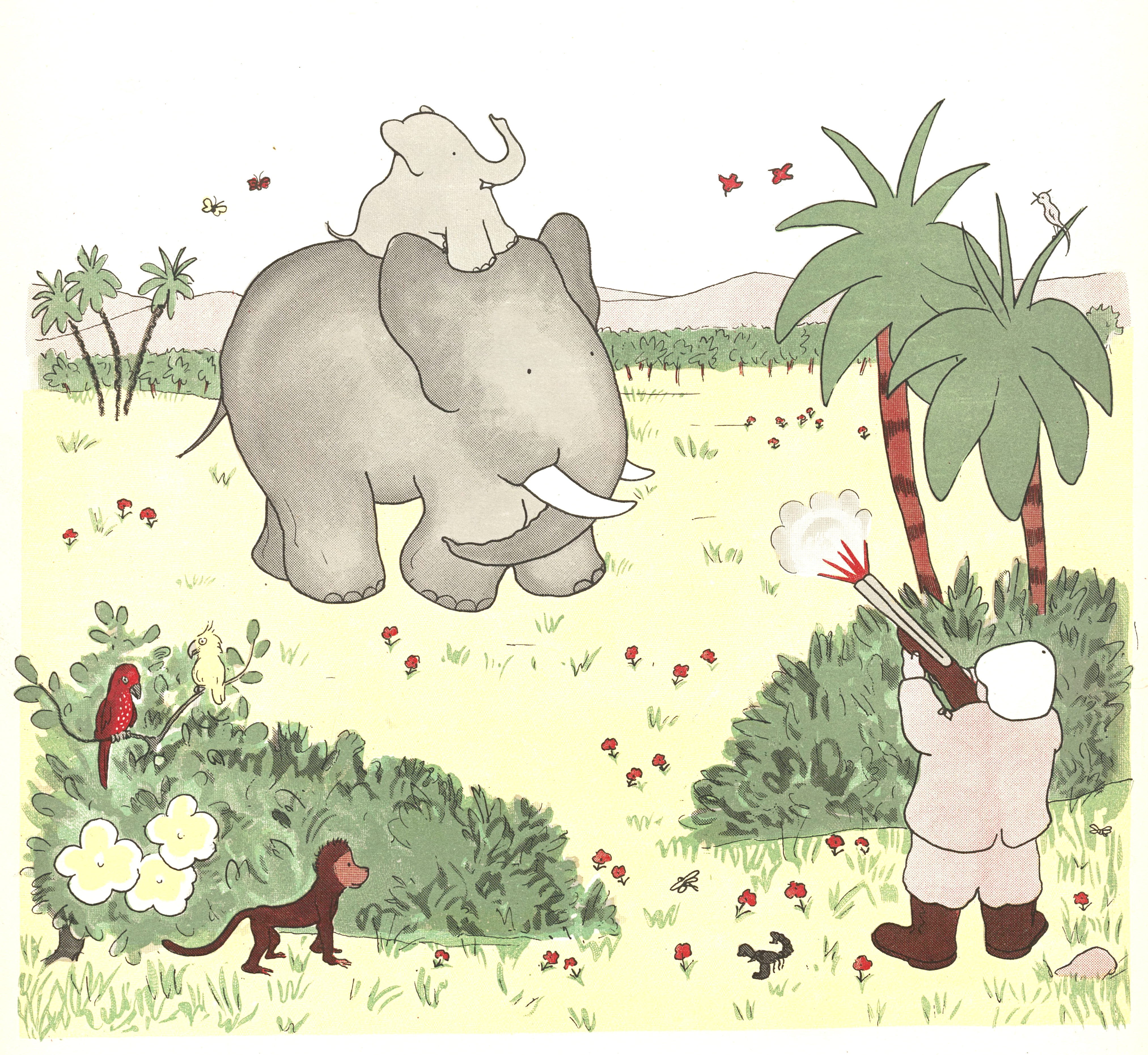
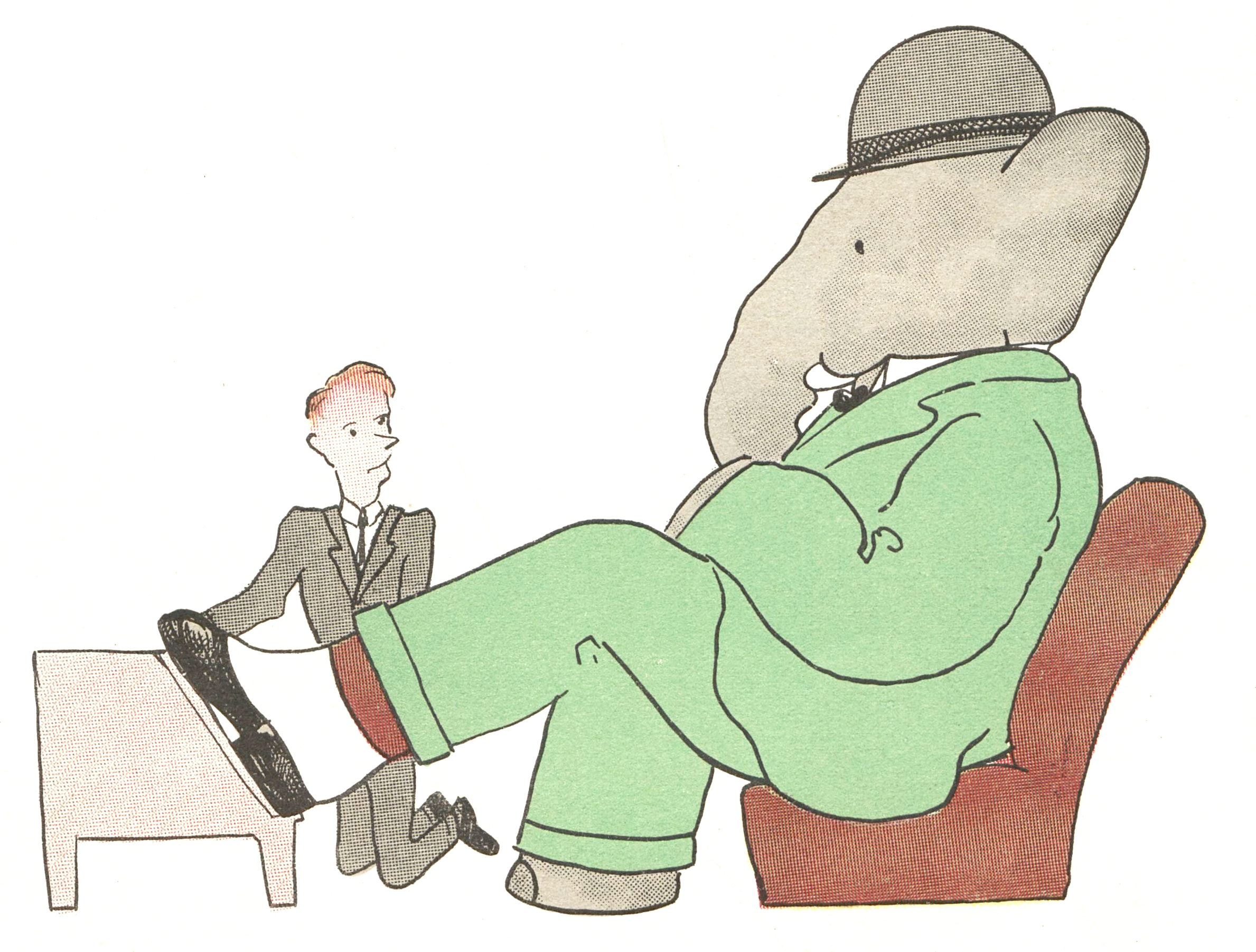
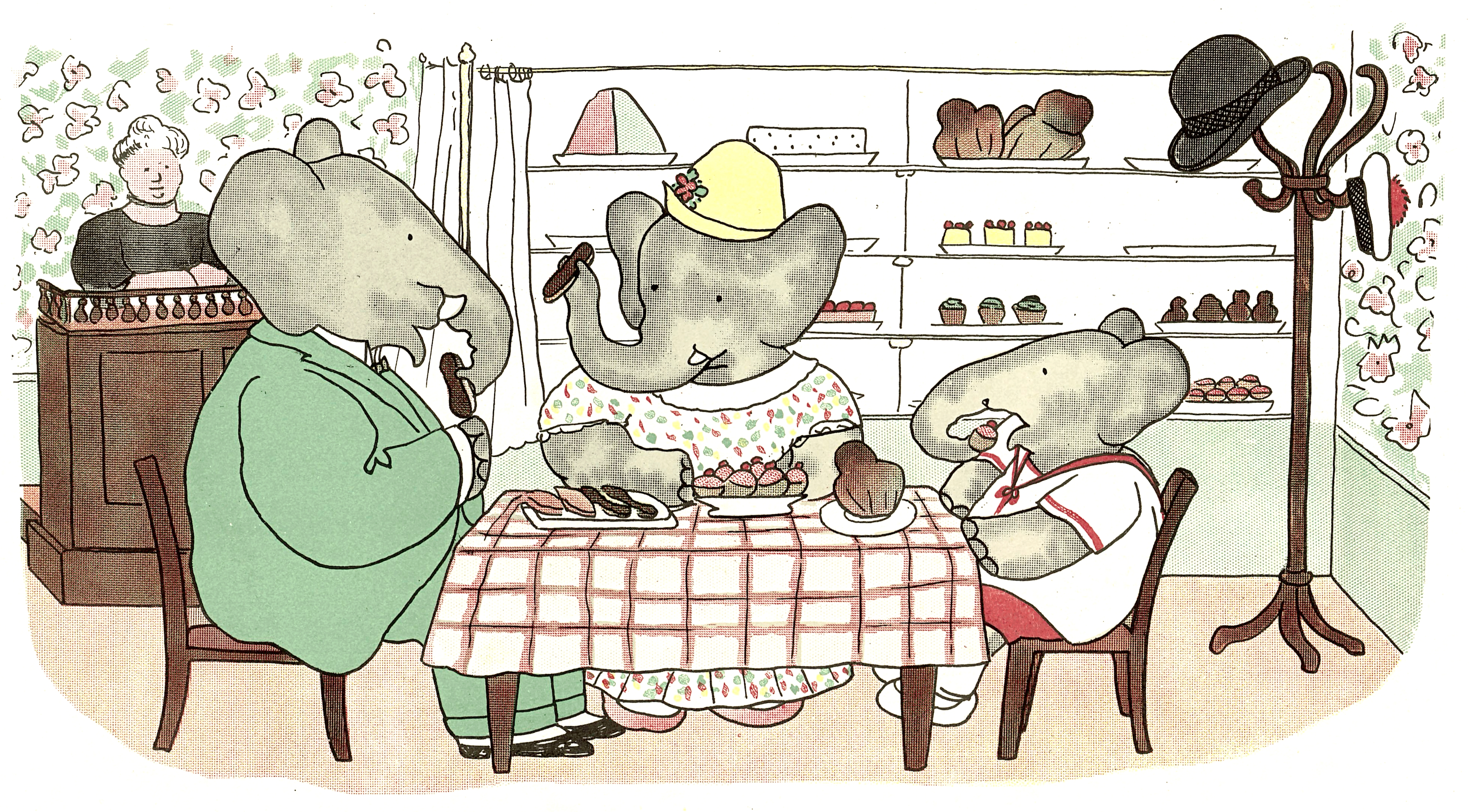
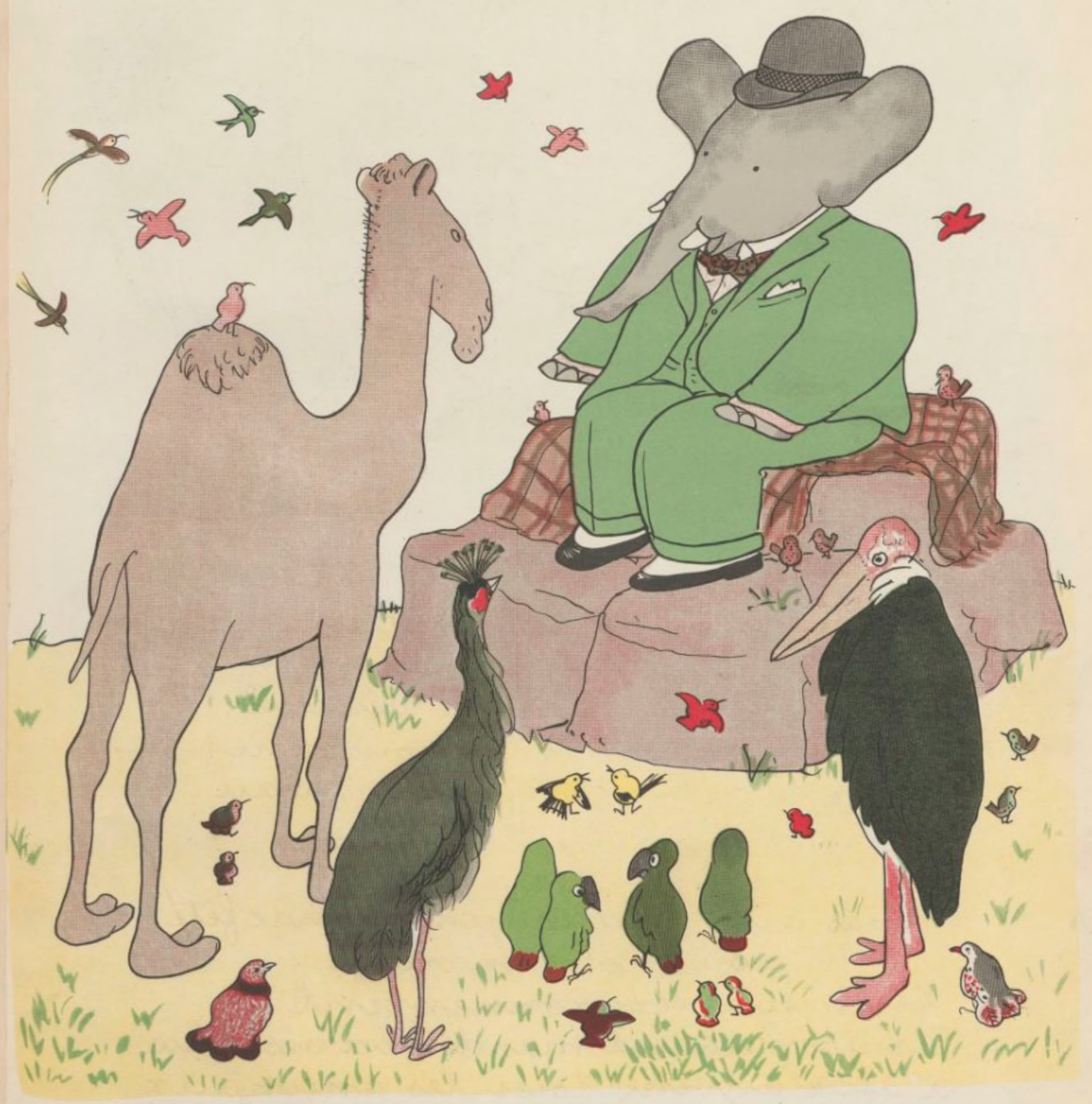

## Принятие и критика
Созданный членами семьи де Брюнофф персонаж обрёл мировую популярность; его называли «самым известным в мире слоном», «одним из любимейших персонажей детских книг всех времён», «самым детским персонажем на свете», «универсальным символом детства». Вместе с тем критиками отмечалось, что оригинальный образ со временем подвергся влиянию коммерциализации: многочисленные производные произведения, в которых он фигурирует, сохраняют основные черты персонажа, но не отражают стиль и дух первых альбомов Жана де Брюноффа.
Цикл историй о Бабаре становился предметом разнообразных интерпретаций; в нём видели аллегорию, сатиру, утопию. Неоднозначным было и восприятие самого персонажа: с одной стороны, его превозносили как просвещённого монарха, идеального родителя, образец верности, справедливости и хороших манер; с другой — осуждали как пропагандирующий сексизм, элитаризм, колониализм и расизм. Последние идеи получили наиболее яркое выражение в книге Герберта Коля «Должны ли мы сжечь Бабара?» («Should We Burn Babar?», 1995). Возражая ему, писатель и критик Адам Гопник замечал, что сага о Бабаре — «не спонтанное, бессознательное выражение французского колониального воображения, а осознанная комедия на тему французского колониального воображения».
С момента создания и вплоть до настоящего времени Бабар сохраняет неизменную популярность; его называют «бессмертным», «вневременным»; многие фразы из книг о нём стали во Франции крылатыми. В 2011 году, награждая Лорана де Брюноффа Орденом Искусств и литературы, министр культуры Фредерик Миттеран отметил в своей поздравительной речи, что, хотя вкусы и предпочтения детей с годами меняются, любовь к Бабару передаётся из поколения в поколение; подчеркнув широкую популярность слона «от Японии до Испании и США», он назвал его «самым известным в мире персонажем французской литературы». В России Бабар известен мало; книги о нём почти не переводились на русский язык (первое русскоязычное издание вышло лишь в 1993 году).

## В культуре
По мотивам историй о Бабаре сняты многочисленные мультфильмы и мультсериалы, в том числе франко-канадский сериал «Бабар» (1989). В 2010 году вышел анимационный телесериал «Бабар и приключения слонёнка Баду» («Babar, les aventures de Badou»), в котором появляется новый персонаж — внук Бабара. С 1941 по 1944 год на Би-би-си выходил цикл посвящённых Бабару радиопередач.
В 1940 году Франсис Пуленк создал по мотивам «Истории Бабара» одноимённую музыкальную сказку (Histoire de Babar le petit éléphant) для рассказчика и фортепиано, впоследствии переложенную для оркестра. Американский композитор Николай Березовский написал в 1952 году одноактную детскую оперу «Слон Бабар». По мотивам книг о Бабаре созданы также «цифровая видеоопера» «Путешествия Бабара» (The Travels of Babar, 1994) Рафаэла Мостела и «Путешествие Бабара» (Voyage de Babar, 2013) Франсуа Нарбони для фортепиано и чтеца, представляющее собой своего рода продолжение «Истории Бабара» Пуленка.
С 1998 по 2008 год в Стэнфордской лаборатории SLAC в Калифорнии проводился эксперимент BaBar, получивший название от обозначений B-мезона (B) и его античастицы (B, произносится B bar). Поскольку оно совпадает с именем широко известного слона Бабара, за разрешением использовать название BaBar инициаторы эксперимента обратились к автору, а сам слон стал талисманом эксперимента.
В 2006 году Почта Франции выпустила посвящённую Бабару марку тиражом 17 миллионов экземпляров. В 2011 году, в честь восьмидесятилетнего юбилея Бабара, в Национальной библиотеке Франции и в Музее декоративного искусства прошли посвящённые ему выставки.